# 650
650 (DCL) var ett normalår som började en fredag i den julianska kalendern.

## Händelser

### Okänt datum
- Pallavasdynastin besegras av Chalukyasdynastin i Indien.
- Leptis Magna tros nu ha övergivits.

## Födda
- Childebert den adopterade, frankisk kung av Austrasien 656–662 (född omkring detta år)
- Dagobert II, frankisk kung av Austrasien 676–679 (född omkring detta år eller 652)
- Sergius I, påve 687–701
- Johannes VII, påve 705–707
- Sisinnius, påve från 15 januari till 4 februari 708
- Anastasia (bysantinsk kejsarinna)

## Avlidna
- Banabhatta, indisk författare.